# ناحیه ۲، شهرستان هارپر، کانزاس
ناحیه ۲، شهرستان هارپر، کانزاس (به انگلیسی: Township 2) یک منطقهٔ مسکونی در ایالات متحده آمریکا است که در شهرستان هارپر، کانزاس واقع شده‌است. ناحیه ۲ ۳۶۴٫۱۵ کیلومتر مربع مساحت و ۱۴۴ نفر جمعیت دارد و ۳۹۳ متر بالاتر از سطح دریا واقع شده‌است.